# 感军文衡塔
感军文衡塔，位于山西省临汾市翼城县里砦镇感军村南土坡上，是一座圆筒形砖塔，建于清代，五级叠涩密檐式，塔身粗大，塔座石砌圆形。
1987年8月20日，感军文衡塔公布为翼城县文物保护单位。